# Маркова Віра Миколаївна
Віра Микола́ївна Ма́ркова (18 лютого (3 березня) 1907 — 9 березня 1995) — радянська російська поетеса та перекладачка, філологиня, дослідниця японської класичної літератури та фольклору.

## З життєпису
Віра Маркова народилася 18 лютого (4 березня)  у Мінську в родині залізничного інженера.
У 1931 році закінчила японське відділення східного факультету Ленінградського університету.
Після II Світової війни переїхала до Москви. У 1950-ті почала перекладацьку діяльність.
Померла у ніч з 8 на 9 березня 1995 року. Похована на Головинському цвинтарі.

## Творчість
Більшість перекладів Віри Маркової пов'язана з японською літературою. Зокрема, вона створила унікальні в радянській японістиці наслідування японській поетичній мініатюрі (хокку, танка тощо) — афористичні верлібри, що переходять у білі вірші.
Зокрема, у перекладах В. Маркової на російську вийшли збірки віршів «Отікубо-моногатарі», «Такеторі-моногатарі», Сайга, «Записки в головах» Сей Сьонагон, драми Тікамацу, хайку Мацуо Басьо і поетів його школи, новели Сайкаку, п'єси театру Но, японська поезія XX ст., новели Акутагави Рюноске, роман Кавабати Ясунарі «Танцівниця з Ідзу» тощо, японські народні казки.
У 1987 р опублікувала збірник японських віршів «Зимняя луна» («Зимовий місяць»), до якого написала передмову «Долгая дорога короткой песни» («Довга дорога короткої пісні»). У ній представлені поети IX-XV ст.: Арівара-но Наріхіра, Сугавара-но Мітідзане, Кі-но Цураюкі тощо; поети XVII-XVIII ст.: Мацуо Басьо, Керай, Рансецу, Кікаку, Йоса Бусон, Кобаясі Ісса, Ісікава Такубоку.
Вибрана бібліографія
- Исикава Такубоку. Стихи / Пер., послесл. и примеч. Веры Марковой. — М.: ГИХЛ, 1957. — 280 с.
- Исикава Такубоку. Лирика / Пер. с япон. Веры Марковой. — М.: Худож. литература, 1966. — 180 с. (Сокровища лирической поэзии)
- Исикава Такубоку. Избранная лирика / Пер. с япон. Веры Марковой. — М., 1971. — 80 с.
- Басё. Трёхстишия / Пер. с япон. Веры Марковой // Классическая поэзия Индии, Китая, Кореи, Вьетнама, Японии. — Библиотека всемирной литературы. — Серия первая. Т. 16. — М.: Худож. лит., 1977. — С. 739—778.
- Такубоку Исикава. Лирика / Пер. с японск., составл., предисл. и примеч. Веры Марковой. — М.: Дет. лит., 1981. — 190 с. (Поэтическая б-ка школьника)
- Басё. Буссон. Исса. Летние травы. Японские трехстишия / Предисловие В. Н. Марковой при участии В. С. Сановича; Сост. и подгот. текста В. С. Сановича; Комментарии В. Н. Марковой, В. С. Сановича; Перевод со старояпонского В. Марковой. — изд. 2-е дополн. — М.: Толк, 1995. — 318 с. ISBN 5-87607-001-7 Тираж 3000 экз.
- Исикава Такубоку. Двенадцать танка / Пер. с япон. Веры Марковой. — СПб.: Красный матрос, 2004. — 20 с. ISBN 5-7187-0520-8 / 5718705208
- Классическая поэзия Японии / Пер. с япон. Веры Марковой. — СПб.: Паритет, 2008. — 288 с.: ил — (Серия «Антология поэзии») ISBN 978-5-93437-323-9
- Исикава Такубоку. Лирика / Пер. с япон. Веры Марковой. — М.: Махаон, 2010. — 480 с. ISBN 978-5-389-00773-4
- «Лирика русских поэтесс» . Издательство « Харвест» 2004 ISBN 985-13-2084-6